# 紀木津魚
紀 木津魚（き の こつお/きづいお）は、奈良時代から平安時代初期にかけての貴族。名は木津雄とも記される。官位は従四位上・右兵衛督。

## 経歴
宝亀年間（770年-780年）に山部王（のち桓武天皇）の病気平癒を祈願して、紀勝長らと共に四天王像を造る。
天応元年（781年）従五位下に叙せられ、翌天応2年（782年）右兵衛佐に任ぜられる。延暦2年（783年）に昼夜を問わず朝廷にあって勤務に精励し怠ることがなかったとして、吉弥侯横刀・橘入居・津真道ら他7人と共に昇叙され、木津魚は従五位上に叙せられた。のち桓武朝前半に、美濃守・右兵衛督・内匠頭を歴任し、累進して従四位上に至った。この間、延暦12年（793年）桓武天皇が岡屋野（現在の京都府宇治市五ヶ庄岡屋）遊猟を行った際に、紀古佐美と共にその供をしている。
卒去後の延暦15年（796年）得度の枠二人分が賜与された。

## 官歴
『続日本紀』による。
- 時期不詳：正六位上
- 天応元年（781年） 9月22日：従五位下
- 天応2年（782年） 6月21日：右兵衛佐
- 延暦2年（783年） 正月20日：従五位上
- 延暦4年（785年） 正月15日：美濃守
- 延暦8年（789年） 8月12日：右兵衛督
- 延暦9年（790年） 2月26日：正五位下。3月26日：内匠頭兼衛門督
- 延暦12年（793年） 12月19日：見従四位下
- 時期不詳：従四位上[2]

## 系譜
- 父：不詳
- 母：不詳
- 妻：不詳
  - 長男：紀百継[3]（764-836）
  - 十一男：紀最弟[4]（795-852）
  - 女子：紀魚員[5] - 平城天皇後宮